# Ligament métatarsien dorsal
Les ligaments métatarsiens dorsaux (ou ligaments inter-métatarsiens dorsaux) sont  trois ligaments des articulations intermétatarsiennes. Ils sont tendus entre les faces dorsales des bases des quatre derniers métatarsiens.